# Trollkarlen från Oz (figur)

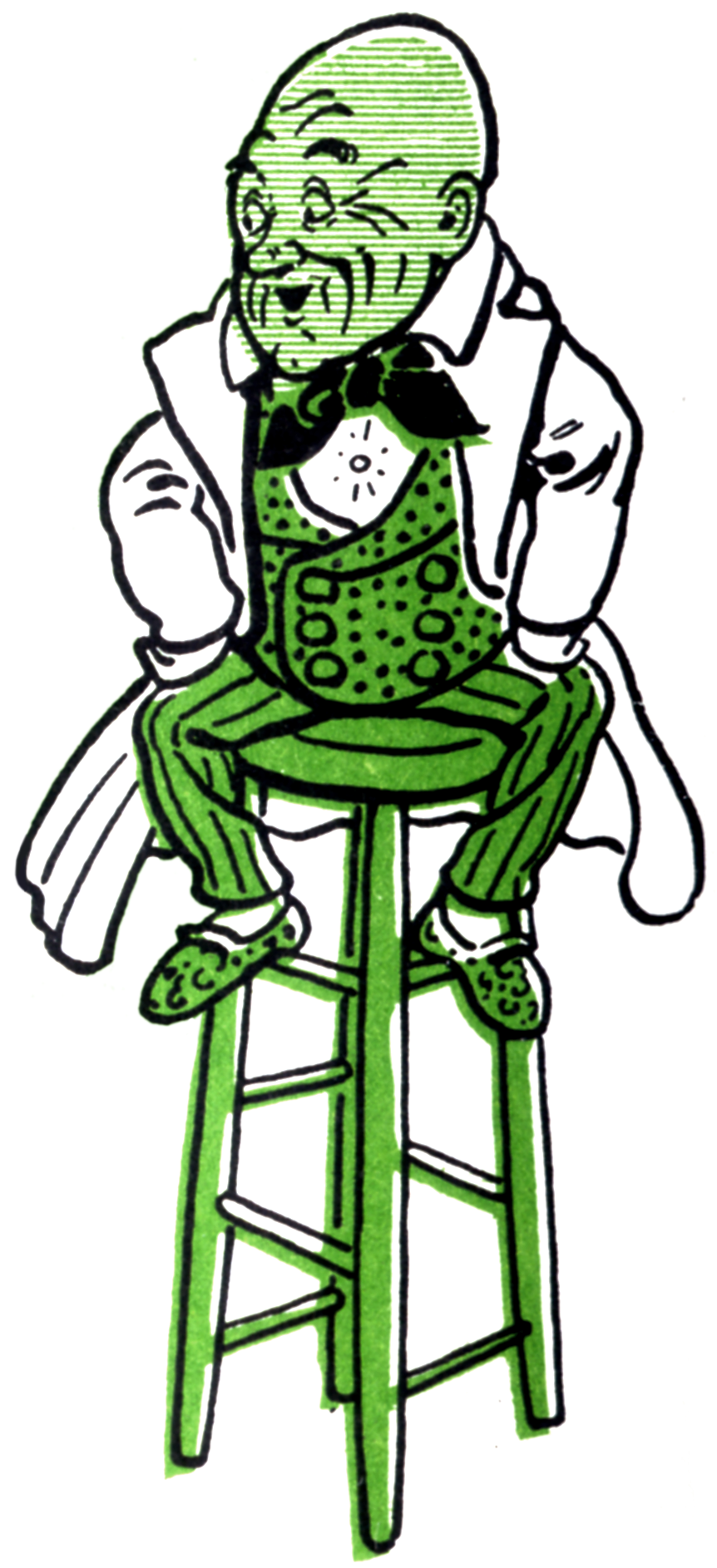
Trollkarlen från Oz, som han ritades i Frank Baums klassiska saga Trollkarlen från Oz

Trollkarlen från Oz, född Oscar Zoroaster Phadrig Isaac Norman Henkel Emmannuel Ambroise Diggs (eller Oskar Zoroaster Daniel Uriah Mervin Bertram Oliver Mugg i Sam J. Lundwalls svenska översättning), är en sagofigur i L. Frank Baums böcker om landet Oz. För att förkorta sitt namn tog han den första bokstaven i varje namn (OZPINHEAD), men då de bildade ordet pinhead förkortade han det ytterligare, till Oz. Han bor i Smaragdstaden.
Första gången trollkarlen dyker upp är i boken Trollkarlen från Oz, där han är landets härskare, men han lämnar landet i sin luftballong i slutet av boken. I boken Dorothy i Oz återvänder han till Oz för att bo där permanent.
I filmen Trollkarlen från Oz (1939) spelas trollkarlen av Frank Morgan och i Oz: The Great and Powerful (2013) spelas han av James Franco.